# Setge de Smolensk (1609–1611)
El setge de Smolensk (en rus Смоленская оборона) fou el setge de vint mesos de durada al qual fou sotmès la ciutat russa de Smolensk per part de l'exèrcit de la Confederació de Polònia i Lituània, del setembre del 1609 al juny del 1611 durant la Guerra russopolonesa (1605-1618).
El setembre de 1609, un exèrcit polonès de 22.000 homes (12.000 polonesos i 10.000 cosacs ucraïnesos) sota el comandament del rei Segimon III Vasa arribaren a Smolensk. La ciutat era defensada per una guarnició russa comandada pel voivoda Mikahïl Xein (5.000 homes). Entre el 25 i el 27 de setembre, els invasors assaltaren la vila per primer cop, sense èxit. Entre el 28 de setembre i el 4 d'octubre, els polonesos controlaren els voltants i decidiren assetjar la ciutat. El 19-20 de juliol, l'11 d'agost i el 21 de setembre els polonesos atacaren Smolensk per segona, tercera i quarta vegada, però sense èxit tampoc. Els atacs s'alternaren amb intents infructuosos de l'exèrcit polonès de persuadir els ciutadans de Smolensk de capitular. Les negociacions dutes a terme al setembre i al març no conduïren a res.

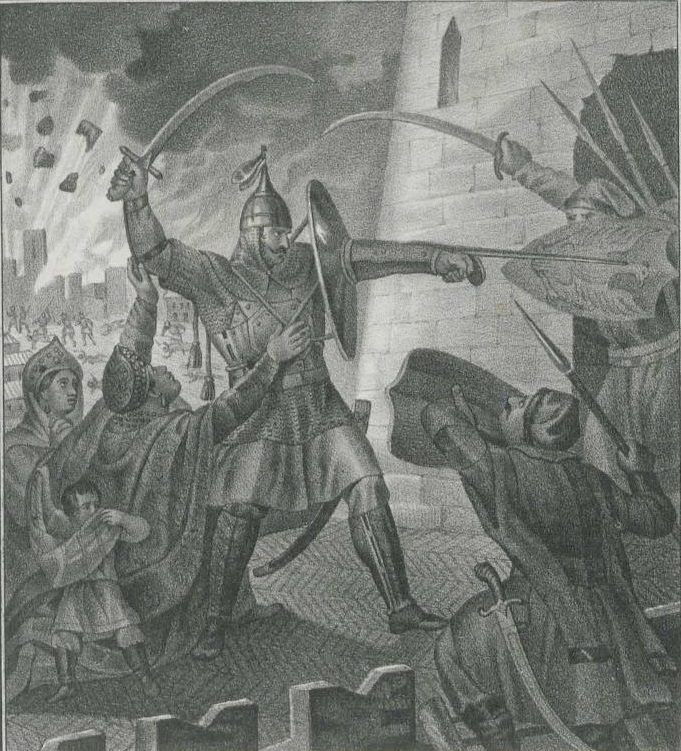
La defensa de Smolensk contra els polonesos, de Boris Txorikov (1802–66).

Els polonesos, el desembre de 1610, enfocaren llurs esforços a dur a terme un projecte de mina contra els murs de Smolensk, però només aconseguiren destruir una gran porció del mur exterior, els murs interiors quedaren intactes. El setge continuà. En un moment, els canons russos obriren una esquerda en la muralla exterior, i el voivoda Bracław ordenà als seus soldats que entressin a la ciutat. Els russos havien previst que l'esquerda vindria per aquella part, per la qual cosa havien reforçat la guarnició en aquella part de la muralla. El xoc de forces produí moltes baixes, i finalment els polonesos foren repel·lits.
Des de l'estiu de 1610, els ciutadans de Smolensk havien hagut de combatre tant la inanició com les epidèmies. L'afeblida guarnició russa (de la qual només quedaven 200 soldats) fou capaç de resistir el cinquè atac de l'exèrcit polonès el 3 de juny de 1611, quan després de 20 mesos de setge, i aconsellats per un traïdor fugit, Andrei Dedixin, descobriren un punt feble en la muralla de la fortalesa i el 13 de juny el cavaller de l'Orde de Malta Bartłomiej Nowodworski inserí una mina al canal de desguàs de les clavegueres que en esclatar creà una gran esquerda en la muralla. La fortalesa caigué aquell mateix dia.